# Demócratas Unidos
El partido los Demócratas Unidos (en griego: Ενωμένοι Δημοκρατές) es un partido político de Chipre. Fue fundado en 1993, con la fusión de 2 partidos políticos. 
Su fundador es Giórgos Vasileíou, presidente de Chipre entre 1988 y 1993.[cita requerida]
Es un miembro del Partido Europeo Liberal Demócrata Reformista, y también es parte de la Alianza de los Demócratas y Liberales por Europa en el Parlamento Europeo.